# Zwei Ärzte sind einer zu viel
Zwei Ärzte sind einer zu viel ist eine Filmreihe des ZDF.
Anna Louise Albrecht, Mitte fünfzig, hat gerade ihr medizinisches Examen bestanden und soll in Auberg am See, einer fiktiven Gemeinde am Tegernsee, die Nachfolge des Landarztes antreten. Anna ahnt nicht, dass das Grundstück bereits unter der Hand an den Internisten Stefan Wolf vergeben wurde, der dort eine moderne Wellnessklinik plant. Doch da haben die Herrschaften die Rechnung ohne Anna gemacht...
Gedreht wurde am Tegernsee und in München.
Regie führte Karsten Wichniarz nach Drehbüchern von Michael Baier.

## Episoden
| Nr. | Titel                         | Erstausstrahlung  |
| --- | ----------------------------- | ----------------- |
| 1   | Zwei Ärzte sind einer zu viel | 12. November 2006 |
| 2   | Kampf bis aufs Skalpell       | 30. Januar 2008   |
| 3   | Wer im Glashaus sitzt ...     | 19. März 2008     |
| 4   | Der Schatz im Silbersee       | 27. Mai 2009      |
| 5   | Reif für die Insel            | 28. Oktober 2009  |

## Hintergrund
Ursprünglich war Zwei Ärzte sind einer zu viel als einzelner Spielfilm gedacht, der im Rahmen des Großen ZDF-Sonntagsfilms ausgestrahlt wurde. Aufgrund der positiven Zuschauerresonanz (über sieben Millionen Zuschauer sahen den 1. Teil im November 2006) entschied das ZDF, die Reihe mittwochs fortzusetzen. Von Mai bis Oktober 2007 wurden 3 Folgen gedreht.
Den 2. Teil sahen am 30. Januar 2008 7,56 Millionen Zuschauer. Damit belegte er mit einem Marktanteil von 22,8 % den 1. Platz.

## Unfall
Während des Drehs zur Folge Der Schatz im Silbersee ertrank ein Komparse im Tegernsee, nachdem das Kanu, in dem er mit zwei weiteren Statisten saß, durch den Abwind eines Hubschraubers zum Kentern kam. Im Strafprozess wurde der Hubschrauberpilot wegen fahrlässiger Tötung zu einer Geldstrafe verurteilt, gegen zwei ebenfalls angeklagte Angestellte der Produktionsfirma wurden die Verfahren eingestellt. Der Sohn des verstorbenen Komparsen hat angekündigt, die Geschäftsführung der Produktionsfirma aufgrund des Unfalltodes seines Vaters zu verklagen.